# Anolis alfaroi
Anolis alfaroi är en ödleart som beskrevs av  Garrido och HEDGES 1992. Anolis alfaroi ingår i släktet anolisar, och familjen Polychrotidae. Inga underarter finns listade i Catalogue of Life.